# Ардон (місто)
Ардон (ос. Ӕрыдон) — місто в Російській федерацій, районний центр Північної Осетії. Залізнична станція Північно-Кавказької залізниці.
Місто розташоване на Осетинській похилій рівнині на березі одного з рукавів річки Ардон за 39 км на північний захід від Владикавказа.

## Історія
Засноване 1824 року як село — козачий пост. Назва походить від річки, на якому розташоване поселення. Гідронім в свою чергу походить від осетинських слів арра «скажена», дон «річка»
Статус міста з 1964 року.

## Населення
Згідно з переписом населення 2002 року, національний склад міста був таким:
- осетини — 76,13%;
- росіяни — 20,04%.

У 2013 році в місті проживало 19 095 осіб.
У 2001 році народжуваність у місті була 13,3 на 1000 осіб, смертність — 16,2 на 1000 осіб, природний приріст — −2.9 на 1000 осіб.

## Економіка
У місті працюють молочний, спиртовий, консервний заводи, харчокомбінат, ремонтно-механічний завод, заводи з виробництва будматеріалів (в тому числі асфальтовий завод).
На околицях Ардона розвивається садівництво.

## Культура
У місті є музей культури і просвіти.
Встановлено пам'ятник Леніну і Сталіну.

## Релігія
У місті є російська православна церква Святого Великомученика Георгія Переможця. Окрім того, вкінці 19 століття у Ардоні споруджена православна семінарія.